# Liste des évêques de Moundou
Liste des évêques de Moundou
(Dioecesis Munduensis)
La préfecture apostolique tchadienne de Moundou est créée le 17 mai 1951, par détachement de celles de Fort-Lamy et de Garoua (au Cameroun).
Elle est érigée en évêché le 19 février 1959.

## Est préfet apostolique
- 1952-1959 : Clément Sirgue

## Puis sont évêques
- 19 décembre 1959-19 décembre 1974 : Samuel Gaumain (Samuel Louis Marie Antoine Gaumain)
- 19 décembre 1974-9 mars 1985 : Régis Belzile (Joseph Marie Régis Belzile)
- 9 mars 1985-18 septembre 1989 : Gabriel Balet (Gabriel Balet)
- 11 juin 1990-31 juillet 2003 : Matthias N'Gartéri Mayadi, devient archevêque de N'Djaména.
- depuis le 3 juin 2004: Joachim Kouraleyo Tarounga

## Sources
- L'ANNUAIRE PONTIFICAL, sur le site http://www.catholic-hierarchy.org, à la page